# Robert Fréminé
Robert Justin Victor Marie Fréminé (* 28. Dezember 1919 in Clermont-le-Fort; † 9. Mai 2009 in Muret) war ein französischer Lehrer und Politiker.

## Leben
Robert Fréminé war Gymnasiallehrer für Klassische Philologie. Er wirkte nach dem Zweiten Weltkrieg im damals zu Frankreich gehörenden Niger als Schuldirektor des Collège classique et moderne de Niamey, des späteren Lycée Issa Korombé. In dieser Funktion führte er um 1947 den Basketballsport in Niger ein.
Als Djibo Bakary von der Partei Sawaba am 24. Mai 1957, noch unter der Herrschaft Frankreichs, die erste Regierung Nigers zusammenstellte, wurde Robert Fréminé zum Minister für Unterricht und Jugend ernannt. Der Parteilose Fréminé war dabei neben dem Gesundheitsminister Pierre Vidal der einzige aus Metropolitan-Frankreich stammende Minister. Fréminé ließ ohne Rücksprache mit den Betroffenen und ihrer Vertreter eine Reihe von Lehrern versetzen. Die hatte einen Lehrerstreik zur Folge, zumal sich unter den weg aus der Hauptstadt Niamey und deren Umland versetzten Lehrern einige Funktionäre der oppositionellen Nigrischen Fortschrittspartei befanden. Die Sawaba-Partei befürwortete im Vorfeld des Verfassungsreferendums vom 28. September 1958 die sofortige Unabhängigkeit Nigers von Frankreich. Die beiden französischstämmigen Minister Fréminé und Vidal traten daraufhin am 20. September 1958 zurück.
Robert Fréminé kehrte nach Frankreich zurück, wo er später noch einmal für kurze Zeit ein politisches Amt übernahm, als von 1983 bis 1984 amtierender Bürgermeister der kleinen südfranzösischen Gemeinde Labarthe-sur-Lèze. Er starb 2009 im Alter von 89 Jahren.